# Tap Root Manuscript
Tap Root Manuscript è il sesto album discografico in studio del cantante statunitense Neil Diamond, pubblicato nel 1970.

## Tracce
Lato 1

Testi e musiche di Neil Diamond, eccetto dove indicato. Il brano "He Ain't Heavy, He's My Brother" è scritto da Bobby Scott e Bob Russell.
1. Cracklin' Rosie – 3:00
2. Free Life – 3:11
3. Coldwater Morning – 3:20
4. Done Too Soon – 2:45
5. He Ain't Heavy, He's My Brother – 3:59

Lato 2 - The African Trilogy (A Folk Ballet)
Testi e musiche di Neil Diamond.
1. Childsong – 2:10
2. I Am the Lion – 2:07
3. Madrigál – 1:53
4. Soolaimón – 4:32
5. Missa – 2:05
6. African Trilogy – 4:28
7. Childsong (Reprise) – 2:00

## Classifiche
- Billboard 200 - #13[1]